# Asian Club Championship 1985–86
Asian Club Championship 1985–86 là phiên bản tổng thể thứ năm của giải bóng đá câu lạc bộ thường niên châu Á tổ chức bởi Liên đoàn bóng đá châu Á, và quay trở lại châu Á lần đầu tiên sau 14 năm. 
Một số câu lạc bộ châu Á bắt đầu vòng loại vào mùa thu năm 1985. Vòng chung kết diễn ra tại Jeddah, Ả Rập Xê Út từ ngày 19 đến 29 tháng 1 năm 1986.
Daewoo Royals vô địch Asian Club Championship lần đầu tiên trong lịch sử câu lạc bộ.

## Vòng loại

### Tây Á 1

#### Vòng 1
| Đội 1             | Tỉ số               | Đội 2      |
| ----------------- | ------------------- | ---------- |
| Al-Rasheed        | 4–0                 | Amman Club |
| Al-Ittihad Aleppo | Thắng không cần đấu |            |

- Al-Ahli Sana'a,  Al-Shorta Aden bỏ cuộc.

#### Vòng 2
| Đội 1             | Tỉ số | Đội 2      |
| ----------------- | ----- | ---------- |
| Al-Ittihad Aleppo | 2–1   | Al-Rasheed |

### Tây Á 2
Tham dự từ GCC Champions League 1985.

#### Tham dự
- Al-Muharraq
- Al-Arabi
- Fanja
- Al-Rayyan
- Al-Ahli Jeddah
- Al Ain

#### Chung kết
| Al-Ahli Jeddah | 2–1 | Al-Arabi |
| -------------- | --- | -------- |
|                |     |          |

- Al-Ahli Jeddah và Al-Arabi lọt vào vòng chung kết. Al-Arabi bỏ cuộc sau đó.

### Trung Á
Các trận đấu diễn ra tại Sri Lanka

| Đội                  | ST | T | H | B | BT | BB | HS  | Đ  |
| -------------------- | -- | - | - | - | -- | -- | --- | -- |
| East Bengal Club     | 5  | 5 | 0 | 0 | 20 | 0  | +20 | 10 |
| Abahani Krira Chakra | 5  | 4 | 0 | 1 | 17 | 4  | +13 | 8  |
| Saunders SC          | 5  | 2 | 1 | 2 | 12 | 8  | +4  | 5  |
| PIA FC               | 5  | 1 | 2 | 2 | 8  | 8  | 0   | 4  |
| New Road Team        | 5  | 1 | 1 | 3 | 8  | 11 | −3  | 3  |
| Club Valencia        | 5  | 0 | 0 | 5 | 2  | 36 | −34 | 0  |

- Các đội đến từ  Afghanistan và  Iran bỏ cuộc.

| East Bengal | 1–0 | Abahani Krira Chakra |
| ----------- | --- | -------------------- |
|             |     |                      |

| East Bengal | 1–0 | Saunders SC |
| ----------- | --- | ----------- |
|             |     |             |

| East Bengal | 2–0 | PIA FC |
| ----------- | --- | ------ |
|             |     |        |

| East Bengal | 7–0 | New Road Team |
| ----------- | --- | ------------- |
|             |     |               |

| East Bengal | 9–0 | Club Valencia |
| ----------- | --- | ------------- |
|             |     |               |

| Abahani Krira Chakra | 4–1 | Saunders SC |
| -------------------- | --- | ----------- |
|                      |     |             |

| Abahani Krira Chakra | 3–0 | PIA FC |
| -------------------- | --- | ------ |
|                      |     |        |

| Abahani Krira Chakra | 2–1 | New Road Team |
| -------------------- | --- | ------------- |
|                      |     |               |

| Abahani Krira Chakra | 8–1 | Club Valencia |
| -------------------- | --- | ------------- |
|                      |     |               |

| Saunders SC | 2–2 | PIA FC |
| ----------- | --- | ------ |
|             |     |        |

| Saunders SC | 2–1 | New Road Team |
| ----------- | --- | ------------- |
|             |     |               |

| Saunders SC | 7–0 | Club Valencia |
| ----------- | --- | ------------- |
|             |     |               |

| PIA FC | 0–0 | New Road Team |
| ------ | --- | ------------- |
|        |     |               |

| PIA FC | 6–1 | Club Valencia |
| ------ | --- | ------------- |
|        |     |               |

| New Road Team | 6–0 | Club Valencia |
| ------------- | --- | ------------- |
|               |     |               |

### Đông Nam Á (ASEAN Champions Cup)
Các trận đấu diễn ra tại Indonesia
- Các đội đến từ  Miến Điện và  Philippines bỏ cuộc.

| Đội                      | ST | T | H | B | BT | BB | HS  | Đ |
| ------------------------ | -- | - | - | - | -- | -- | --- | - |
| Krama Yudha Tiga Berlian | 4  | 3 | 1 | 0 | 15 | 1  | +14 | 7 |
| Bangkok Bank FC          | 4  | 3 | 1 | 0 | 10 | 2  | +8  | 7 |
| Tiong Bahru CSC          | 4  | 1 | 1 | 2 | 2  | 7  | −5  | 3 |
| Malacca FA               | 4  | 1 | 1 | 2 | 2  | 7  | −5  | 3 |
| ADP FC                   | 4  | 0 | 0 | 4 | 0  | 12 | −12 | 0 |

| Krama Yudha Tiga Berlian | 5–0 | Tiong Bahru CSC |
| ------------------------ | --- | --------------- |
|                          |     |                 |

| Malacca FA | 1–0 | ADP FC |
| ---------- | --- | ------ |
|            |     |        |

| Bangkok Bank FC | 2–0 | Tiong Bahru CSC |
| --------------- | --- | --------------- |
|                 |     |                 |

| Krama Yudha Tiga Berlian | 7–0 | ADP FC |
| ------------------------ | --- | ------ |
|                          |     |        |

| Tiong Bahru CSC | 0–0 | Malacca FA |
| --------------- | --- | ---------- |
|                 |     |            |

| Krama Yudha Tiga Berlian | 1–1 | Bangkok Bank FC |
| ------------------------ | --- | --------------- |
|                          |     |                 |

| Bangkok Bank FC | 5–1 | Malacca FA |
| --------------- | --- | ---------- |
|                 |     |            |

| Tiong Bahru CSC | 2–0 | ADP FC |
| --------------- | --- | ------ |
|                 |     |        |

| Bangkok Bank FC | 2–0 | ADP FC |
| --------------- | --- | ------ |
|                 |     |        |

| Krama Yudha Tiga Berlian | 2–0 | Malacca FA |
| ------------------------ | --- | ---------- |
|                          |     |            |

#### Playoff
| Krama Yudha Tiga Berlian | 0–1 | Bangkok Bank FC |
| ------------------------ | --- | --------------- |
|                          |     | Boonum Suksawar |

### Đông Á 1
| Đội          | ST | T | H | B | BT | BB | HS | Đ |
| ------------ | -- | - | - | - | -- | -- | -- | - |
| Seiko        | 4  | 3 | 0 | 1 | 6  | 6  | 0  | 6 |
| April 25     | 4  | 2 | 1 | 1 | 8  | 4  | +4 | 5 |
| Liêu Ninh FC | 4  | 0 | 1 | 3 | 2  | 6  | −4 | 1 |

| Seiko | 2–1 | Liaoning |
| ----- | --- | -------- |
|       |     |          |

| Seiko | 2–1 | April 25 |
| ----- | --- | -------- |
|       |     |          |

| April 25 | 3–1 | Liêu Ninh |
| -------- | --- | --------- |
|          |     |           |

| Liêu Ninh | 0–0 | April 25 |
| --------- | --- | -------- |
|           |     |          |

| Liêu Ninh | 0–1 | Seiko |
| --------- | --- | ----- |
|           |     |       |

| April 25 | 4–1 | Seiko |
| -------- | --- | ----- |
|          |     |       |

- Seiko lọt vào vòng bảng nhưng sau đó bỏ cuộc.

### Đông Á 2
Tham dự ban đầu
- Daewoo Royals
- Wa Seng
- Yomiuri bỏ cuộc

| Daewoo Royals                                                                          | 9–0 | Wa Seng |
| -------------------------------------------------------------------------------------- | --- | ------- |
| Lee Tae-Ho · Chung Hae-Won · Kim Hak-Su · Cho Kwang-Rae · Hyun Ki-Ho · Park Chang-Seon |     |         |

| Daewoo Royals                                | 5–1 | Wa Seng |
| -------------------------------------------- | --- | ------- |
| Chung Yong-Hwan · Byun Byung-Joo · ? · ? · ? |     | ?       |

- Daewoo Royals lọt vào vòng bảng.

## Vòng bảng
Ghi chú:  Seiko rút lui khỏi giải đấu, vì vậy  Krama Yudha Tiga Berlian, đội nhất Bảng 4, nhưng thua playoff, tham dự.

### Bảng A
| Đội                      | ST | T | H | B | BT | BB | HS | Đ |
| ------------------------ | -- | - | - | - | -- | -- | -- | - |
| Al-Ahli Jeddah           | 2  | 2 | 0 | 0 | 3  | 1  | +2 | 4 |
| Krama Yudha Tiga Berlian | 2  | 1 | 0 | 1 | 2  | 1  | +1 | 2 |
| East Bengal Club         | 2  | 0 | 0 | 2 | 1  | 4  | −3 | 0 |

| 1986-01-23 | Al Ahli Jeddah | 1–0 | Tiga Berlian |
| 1986-01-19 | Al Ahli Jeddah | 2–1 | East Bengal  |
| 1986-01-21 | East Bengal    | 0–2 | Tiga Berlian |

### Bảng B
| Đội               | ST | T | H | B | BT | BB | HS | Đ |
| ----------------- | -- | - | - | - | -- | -- | -- | - |
| Daewoo Royals     | 2  | 2 | 0 | 0 | 4  | 1  | +3 | 4 |
| Al-Ittihad Aleppo | 2  | 1 | 0 | 1 | 3  | 1  | +2 | 2 |
| Bangkok Bank FC   | 2  | 0 | 0 | 2 | 1  | 6  | −5 | 0 |

| 1986-01-21 | Daewoo Royals                          | 3–1 | Bangkok Bank      |
|            | Lee Tae-Ho 8', 36' · Chung Hae-Won 35' |     | ? ·               |
| 1986-01-23 | Al-Ittihad Aleppo                      | 3–0 | Bangkok Bank      |
| 1986-01-25 | Daewoo Royals                          | 1–0 | Al-Ittihad Aleppo |

## Vòng loại trực tiếp

### Bán kết
| Daewoo Royals                                              | 3–0 | Krama Yudha Tiga Berlian |
| ---------------------------------------------------------- | --- | ------------------------ |
| Chung Hae-Won 27' · Byun Byung-Joo 37' · Kang Shin-Woo 43' |     |                          |

| Al-Ahli Jeddah    | 1–0 | Al-Ittihad Aleppo |
| ----------------- | --- | ----------------- |
| Housam Abu Dawoud |     |                   |

### Tranh hạng ba
| Krama Yudha Tiga Berlian | 1–0 | Al-Ittihad Aleppo |
| ------------------------ | --- | ----------------- |
| Zulkarnaen Lubis         |     |                   |

### Chung kết
| Al-Ahli Jeddah  | 1–3 (s.h.p.) | Daewoo Royals                                              |
| --------------- | ------------ | ---------------------------------------------------------- |
| Talal Subhi 16' |              | Byun Byung-Joo 75' · Park Yang-Ha 98' · Kang Shin-Woo 100' |